# 神鹫号鱼雷艇
神鹫号（德語：Kondor）是德国国家海军暨战争海军于1920年代中期建造的六艘猛禽级（亦称1923级）鱼雷艇的5号艇。它自1925年11月17日开始在威廉港国家海军造船厂铺设龙骨，1926年9月22日下水，至1928年7月15日交付使用。该艇曾在1930年代末的西班牙内战期间多次执行不干预巡逻任务。二战爆发后，神鹫号又在1940年挪威战役的奥斯陆峡湾行动中发挥了次要作用。在接下来的几个月里，它主要护送布雷舰布设雷区和受损的重型舰艇返回德国，直到9月左右移驻德占法国。当月该舰开始亲自布雷，并在战争余下的时间里继续这样做。神鹫号于1942年重返法国，主要协助突围舰、破交舰以及U艇穿越比斯开湾。1944年6月，它不慎触雷受损，在盟军登陆诺曼底当天正处于维修。由于意识到无法迅速修复，该舰在当月下旬退役，随后又遭到英国轰炸机的进一步破坏，因此被宣布为推定全损。

## 设计及装备
猛禽级鱼雷艇的水线长和全长分别为85.7米和87.7米，有8.25米的舷宽以及平均3.65米吃水深度；设计排水量为924吨，满载时则可达1,290吨。信天翁号由两台希肖齿轮传动蒸汽轮机提供动力，各负责驱动一副直径为2.5米的三叶螺旋桨。过热蒸汽则由三台燃油水管锅炉供应，这使得它在23,000匹軸馬力（17,000千瓦特）额定功率下的设计航速为33節（61每小時）。该艇最多可贮存321吨燃料油，理论上能够以17節（31每小時）的速度的巡航3,600海里（6,700）。但实践证明，同等速度下的有效航程仅为1,800海里（3,300）。艇只的标准船员编制为4名军官和116名水兵。
竣工时，猛禽级艇装备有三门105毫米45倍径艇用高射炮作为主炮，一门位于艇艏前部，两门位于艇艉后部；其中艇艉的两门以背负式布局安装在开放式炮架上，另一门则受到炮挡保护。它们还在两座水面三联装挂架上安装有六具旋转式500毫米鱼雷发射管，并可携带多达30枚水雷。1931年后，这些鱼雷发射管被533毫米管取代，并增加了一对20毫米30式高射炮。至战争期间，又在2号炮的前部加装了一座四联装20毫米炮；另在艇艉烟囱周围安装有三门以及在舰桥翼台安装有两门单装20毫米炮。1944年前后，则安装了一台FuMB-4“萨摩斯”型雷达探测器。

## 建造及服役
神鹫号是与其姊妹艇隼号一同自1925年11月17日起在威廉港的国家海军造船厂铺设龙骨，建造序列为106。这是继1892年的神鹫号巡洋舰之后，第二艘以“神鹫”命名的德国军舰。它于1926年9月22日下水，至1928年7月15日交付使用。完成海试后，新艇于同年10月15日被编入第4鱼雷艇半区舰队（4. Torpedoboots-Halbflottille），并参加了1929年4月至5月的舰队海外巡航。在这次巡航中，战列舰石勒苏益格-荷尔斯泰因号、西里西亚号、黑森号和阿尔萨斯号在鱼雷艇神鹫号、狮鹫号、狼号、海鸥号和信天翁号的伴行下前往西班牙，其中神鹫号随战列舰到访了阿劳萨湾的卡拉米尼亚尔和塞维利亚。该艇于5月中旬结束国外巡航并完成常规训练任务后，于1930年10月15日停运，由其姊妹艇海雕号取代。
1931年9月21日，神鹫号重新投运加入第4半区舰队，以接替其姊妹艇狮鹫号。1932年6月，时任侦察部队总司令的海军少将康拉德·阿尔布雷希特搭乘柯尼斯堡号，又率神鹫号及其姊妹艇出访斯德哥尔摩，代表德国出席瑞典亲王古斯塔夫·阿道夫与德国公主西比拉的婚礼庆典。作为训练巡航的一部分，该艇于1933年还曾到访克里斯蒂安桑和马尔默。1935年10月1日，第4半区舰队在威廉港改制为第4鱼雷艇区舰队（4. Torpedoboots-Flottille），首任司令为海军少校汉斯·亨宁。阵中成员除神鹫号之外，还包括其姊妹艇狮鹫号、海鸥号和隼号。
西班牙内战爆发后，神鹫号从1936年8月到1938年3月期间曾三度被派往当地海域，执行所谓的“不干预巡逻”任务，目的是防止人员和物资落入参战方手中。首次部署于1936年8月11日至9月15日与海鸥号共同执行，直到被第3鱼雷艇区舰队的虎号和鸡貂号轮替。第二次则是由第4区舰队全体与轻巡洋舰纽伦堡号跟随装甲舰施佩伯爵将军号一起部署，时间为1937年6月17日至8月6日。当时西班牙共和军飞机袭击了驻泊在伊维萨岛附近的德国装甲舰德国号，巡逻部队的任务实在西班牙东南部沿岸的地中海执行监视任务。神鹫号的第三次部署于1937年10月启程，由第4区舰队（狮鹫号、海鸥号和隼号）执行。在这次任务中，该艇与狮鹫号于11月曾共同到访意大利的加埃塔，并在那不勒斯度过了圣诞节和元旦。在此期间，德国部队在西班牙附近的旗舰主要是德国号。直到1938年3月14日，神鹫号才结束任务返回威廉港，因为当局担心德国入侵奥地利后，西方列强会扣押这些舰艇作为谈判的筹码。随后，该艇于1938年7月1日停运，至1939年4月4日才重新启用。

### 第二次世界大战

4月8日至9日夜间的奥斯陆峡湾作战地图，显示了德国人在不同时间的进展及移动

1939年二战爆发时，神鹫号连同五艘猛禽级鱼雷艇同属第5鱼雷艇区舰队；同级仅海雕号身处第6区舰队。它们于战争初期的主要工作是为布雷舰在北海布设防御性雷区提供支援。在1940年4月“威悉演习行动”的挪威战役中，该艇被编入海军少将奧斯卡·庫梅茲（旗舰为重巡洋舰布吕歇尔号）麾下的第五集群，任务是攻占奥斯陆。神鹫号搭载了约100名来自第163步兵师的士兵，是布吕歇尔号穿越卡特加特海峡进入奥斯陆峡湾的护航舰艇之一。4月9日凌晨02:30，神鹫号率小型机动扫雷舰R-17号和R-21号从大部队分离，前往占领位于霍滕的卡尔约翰斯弗恩海军基地。其姊妹艇信天翁号早前在击残挪威巡逻艇极点三号时与主力舰失联，也跟随神鹫号前往霍滕。
负责占领卡尔约翰汉斯弗恩的德国部队原定于4月9日黎明行动，但由于挪威人已经收到警报告，作为部队指挥官的神鹫号艇长遂决定直接袭击该港口。大约140名士兵被转移到R-17号和R-21号艇上，前者于04:35高速通过港湾入口时处于领先位置，信天翁号紧随其后，而神鹫号则正在将其艇上的部队转移到另一艘船。十分钟后，挪威布雷舰奥拉夫·特里格瓦松号与R-17号交战并使其起火，但它在此之前便已卸下了部队。布雷舰仅向R-21号开了几枪，然后就驶向港湾的一座岛屿后方。大约这个时候，信天翁号正接近港湾入口并与奥拉夫·特里格瓦松号交火，但没有造成伤害。前者只有一门火炮可以对付布雷舰，于是也退至一座外围岛屿后方，开始盲目地炮击港湾。信天翁号在06:30左右被炮弹击中后不久就撤退了，上岸的德国军队则于07:35虚张声势地迫使挪威人投降，但在此之前，神鹫号已经重新接载起士兵，并重新与布吕歇尔号取得无线电联系，以寻求进攻支援。当德国人威胁将发动空袭时，该基地宣告投降，因为这会对基地附近的平民造成重大伤亡。
当天上午晚些时候，神鹫号和信天翁号奉命在索恩卸下部队，然后由前者率几艘扫雷舰通过德勒巴克海峡，因为挪威岸防部队在奥斯陆峡湾上游的这片海峡击沉了正在穿越的布吕歇尔号，德国人试图搜寻幸存者。在搜寻过程中，神鹫号损坏了布吕歇尔号残骸上的一副螺旋桨。当晚，该艇又支援德国军队占领德勒巴克。第二天早上，它与信天翁号遭到博勒尔讷岛上的岸基炮台攻击，被迫转向离开。在挪威海岸炮失灵后，神鹫号的船员趁机占领了该岛。4月11日，随着装甲舰吕措号在丹麦海岸遭一艘英国潜艇击沉，神鹫号号及其姊妹艇海鸥号连同其他舰艇于当天上午晚些时候抵达提供救援。
1940年4月29日至30日，在鱼雷艇神鹫号、海鸥号、豹号、狼号和两艘驱逐舰的护航下，布雷舰罗兰号、眼镜蛇号、皇帝号和普鲁士号在斯卡格拉克海峡的大渔人浅滩以北布下一处雷区。惟在驶至指定位置途中，豹号被普鲁士号意外撞沉。从6月21日到23日，神鹫号成为严重受损的战列舰沙恩霍斯特号从挪威返回基尔的护航舰艇之一，期间护航队遭受的两次英国空袭均被击退，并击落了2架剑鱼式鱼雷轰炸机。次月，它又协助护送沙恩霍斯特号的姊妹舰格奈森瑙号从挪威特隆赫姆前往基尔，时间为7月25日至28日。此时的第5区舰队由神鹫号、姊妹艇隼号以及鱼雷艇美洲豹号、T-2号、T-7号和T-8号组成，它们于8月7日至8日护送布雷舰罗兰号、眼镜蛇号和丽蝇号（原奥拉夫·特里格瓦松号）在北海西南部布设雷区。当月14日至15日，区舰队在同一地区又执行了另一次布雷任务。9月，神鹫号与T-1号、T-2号和T-3号一同换编至第1鱼雷艇区舰队。它们于9月6日至7日在英吉利海峡执行了一次布雷任务，之后神鹫号于月底前重新加入第5区舰队，并于9月30日至10月1日再度前往英吉利海峡布雷。在狼号和美洲豹号的增援下，第5区舰队于10月8日至9日在怀特岛附近执行了一次无功而返的出击。它们在10月11日至12日的第二次出击则有所收获，击沉了两艘自由法国猎潜舰和两艘英国武装拖网船。当月下旬，第5区舰队移驻德占法国的圣纳泽尔，其成员于12月3日至4日支援在多佛尔附近布设了一处雷区。
1941年2月底至5月，神鹫号在荷兰的鹿特丹进行了大修。之后，除了正在改装的海鸥号外，其余六艘猛禽级和猛兽级鱼雷艇都被召回波罗的海，主要在丹麦和挪威之间的斯卡格拉克海峡执行护航任务。其中在8月9日至12日，神鹫号与T-2号护送驱逐舰Z-6“特奥多尔·里德尔”号前往挪威北部，但后者却于12日在卑尔根附近触礁搁浅，只得在当地接受紧急维修，继而返回德国。8月22日，该艇又护送轻巡洋舰埃姆登号从挪威水域返回波罗的海。8月25日，北线海军集团司令部将这支区舰队解除现役，并分配予各部队执行训练任务。神鹫号曾充当鱼雷学校的训练艇和各潜艇训练区舰队的鱼雷拦截艇。它于1941年11月至12月期间再度在鹿特丹进行改装。
1942年1月，第5鱼雷艇区舰队重新在鹿特丹集结，以便在计划中的“海峡冲刺”期间承担重型部队的安全任务。2月12日至13日，神鹫号作为第5区舰队的一份子在灰鼻岬附近参与了“地狱犬行动”，护送战列舰沙恩霍斯特号和格奈森瑙号以及重巡洋舰欧根亲王号从布雷斯特返回德国。3月13日至14日，尽管遭到英国人的猛烈攻击，破交舰米歇尔号依然在第5区舰队和9艘扫雷舰的掩护下成功穿越英吉利海峡，期间甚至击伤了敌方驱逐舰沃波尔号和弗尼号。两周后，第5区舰队试图拦截英国在袭击圣纳泽尔诺曼底码头时派遣的轻型部队。美洲豹号一度俘获了一艘机动炮艇。然而，当它们遭遇护航的英国驱逐舰亚瑟斯通号和泰恩河谷号时，爆发了一场远程战斗，美洲豹号被迫切断被俘炮艇的拖缆。而德国舰艇撤退是因为他们没有意识到自己面对的只是两艘驱逐舰。5月8日至12日，第5区舰队的海雕号、隼号、鸡貂号和神鹫号从布雷斯特移师荷兰角港，以护送破交舰施蒂尔号从那里穿越英吉利海峡。12日，即破交舰返航的首日，该部队便遭到英国鱼雷快艇拦截。在由此引发的海战中，海雕号和鸡貂号均被击沉。
6月初，神鹫号和隼号又在英吉利海峡与英国海军轻型部队爆发战斗，德国人击沉了一艘机动炮艇、并严重击伤另一艘。随后，神鹫号前往威廉港的船厂整修至11月，并于11月12日至21日与T-23号鱼雷艇一起从基尔转移到拉帕利斯。14日，它们与英国快艇在泰瑟尔附近发生战斗，但无果而终。在进一步转移过程中，两艘鱼雷艇和随行的扫雷艇则在海峡群岛附近错误地袭击了两艘德国机动巡逻艇，造成7人死亡，数人重伤。11月29日至30日，神鹫、隼号、T-22号和T-23号负责护送意大利突围舰科尔泰拉佐号（Cortellazzo）从波尔多穿越比斯开湾。但当鱼雷艇离开后，破交舰被一架桑德蘭水上飛機发现，并于12月1日遭到盟军驱逐舰快火柴号和多面堡号拦截及击沉。
1943年3月28日和4月10日，驻扎在布雷斯特的神鹫号参与了意大利突围舰喜马拉雅号的两次突围行动。喜马拉雅号在四艘驱逐舰和九艘鱼雷艇的护航下试图穿越比斯开湾前往远东，英国空中侦察部队则通过“超级解密”的破译工作两度发现了该编队，并在第二次尝试突围时发动了鱼雷轰炸机袭击。德军部队和突围舰只得终止行动并于4月11日返回吉伦特河口。6月4日至6日，神鹫号与狮鹫号、隼号、海鸥号和T-22号在英吉利海峡参与了第5区舰队的两次布雷行动。从6月12日起，该艇通常伙同两到四艘驱逐舰或鱼雷艇，在比斯开湾接回潜艇母舰或受损的U艇。它于7月4日曾在拉帕利斯遭到炸弹袭击；造成1名船员阵亡，另有5人重伤。随后，神鹫号、狮鹫号以及鱼雷艇T-19号、T-26号和T-27号于9月29日至30日在英吉利海峡又布设了另一处雷区。
由神鹫号、狮鹫号、海鸥号、美洲豹号、T-27号与T-29号组成的第4和第5区舰队于1944年3月21日至22日在勒阿弗尔和费康附近布设了180枚水雷。3月30日，该艇从勒阿弗尔经瑟堡移驻布雷斯特。4月17日至19日，包括神鹫号在内的第5区舰队又从布雷斯特前往瑟堡，为船队提供远程掩护。狮鹫号、海鸥号和神鹫号于4月21日至22日夜间开展了进一步行动，以布设并确保英吉利海峡沿岸的防御性雷区的安全。24日凌晨，它们在巴夫勒尔附近再度与英国鱼雷快艇交战，并击沉了其中一艘。28日夜间，这些艇只在瑟堡以北布设另一处雷区时遭到英国战斗轰炸机的袭击，并在采取规避机动时误入了英国雷区。其中神鹫号撞上了一枚水雷，但仅轻微受损并可返回瑟堡，于5月1日重返战场。三周后，区舰队奉命从瑟堡移驻勒阿弗尔，并于24日夜间启程。神鹫号、海鸥号、隼号、狮鹫号和美洲豹号于次日清晨便在卡昂附近遭到盟军飞机袭击，其中狮鹫号被加拿大皇家空军第415中队一架青花魚式魚雷轟炸機投掷的两枚炸弹击中，导致其前部锅炉舱起火，迫使它迎水前进。由于两个锅炉舱随后都被水浸没，狮鹫号无法操纵，并意外地与隼号相撞。到06:00左右，狮鹫号失去了全部动力，于半小时后沉没。神鹫号则于07:43触雷，不得不由海鸥号拖曳完成剩余的航程。该艇在勒阿弗尔开始了漫长的改装，但随着盟军于6月6日登陆诺曼底，它因无法迅速修复而被拆解作备用零件。神鹫号于6月28日正式退役，随后于7月31日或8月2日，即德国人从法国港口撤退期间又遭到英国轰炸机的进一步破坏，因此被宣布为推定全损。